# Desisa lunulatoides
Desisa lunulatoides là một loài bọ cánh cứng trong họ Cerambycidae.